# Партана
Парта̀на (на италиански и сицилиански Partanna) е град и община в южна Италия, провинция Трапани, автономен регион Сицилия. Разположен е на 414 m надморска височина. Населението на града е 11 168 души (към 2010 г.).